# Décès en 1258
Décès
- 1254
- 1255
- 1256
- 1257
- 1258
- 1259
- 1260
- 1261
- 1262

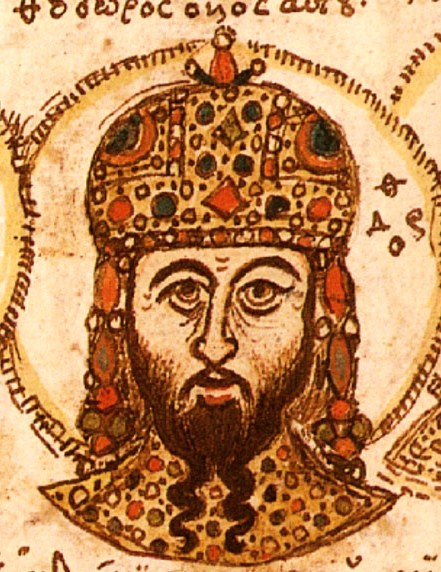
Théodore II Lascaris, mort en 1258.

Cette page dresse une liste de personnalités mortes au cours de l'année 1258 :
- 30 janvier : Geoffroy de Mayet, évêque de Sées.
- 5 avril : Julienne de Cornillon, ou Julienne du Mont-Cornillon, religieuse augustinienne, prieure du couvent-léproserie du Mont-Cornillon, dans la principauté de Liège.
- 18 août[1] : Théodore II Lascaris, empereur byzantin.
- 25 août : Georges Muzalon, personnalité politique byzantine.
- octobre ou novembre : Walter Comyn, seigneur de Badenoch, comte de Menteith, important baron écossais.
- 24 novembre : Jean Baussan, archidiacre de Marseille, évêque de Toulon et archevêque d'Arles.

- Abou Hassan al-Chadhili, saint musulman d'origine marocaine, surnommé l'imam des croyants, il fonde l'ordre soufi de la Chadhiliyya.
- Abu Yahya ben Abd al-Haqq, sultan mérinide.
- Baha' al-din Zouhaïr, poète arabe.
- Tesauro Beccaria, cardinal-diacre, membre de l'ordre des Vallombrosains.
- Henri Le Cornu, évêque de Nevers, archevêques de Sens.
- Fujiwara no Tomoie, poète et courtisan japonais.
- Guillaume III de Cagliari, dernier juge de Cagliari.
- Henri Ier de Vergy, seigneur de Mirebeau, d'Autrey, de Fouvent et Champlitte, sénéchal de Bourgogne.
- Jean I Gicquel, évêque de Rennes.
- Ibn Abi al Hadid, ou ‘Izz al-Dīn ‘Abu Hamīd ‘Abd al-Hamīd bin Hībat-Allah ibn Abi al-Hadīd al Mutazilī al-Mada'ini, érudit Mutazile.
- Jean d'Ibelin, seigneur d'Arsouf, connétable des royaumes de Chypre et de Jérusalem.
- Étienne de Lexington, abbé de Clairvaux, fondateur du Collège des Bernardins.
- Al-Musta'sim, trente septième et dernier calife abbasside de Bagdad.
- Philippe de Nanteuil, chevalier combattant (miles), un banquier et un poète trouvère.
- An-Nasir Dâ'ûd, ayyoubide, d’abord sultan de Damas puis émir de Transjordanie.
- Zen'en, sculpteur bouddhique (busshi) membre de l’école Zenpa (善派?) de Nara au Japon.

## Crédit d'auteurs
- Cet article est partiellement ou en totalité issu de l'article intitulé « 1258 » (voir la liste des auteurs).